# František Čáp
František Čáp (Čachovice, 7 de dezembro de 1913 — Eslovênia, 12 de janeiro de 1972) foi um cineasta e roteirista tcheco.